# هادی اکبرزاده
هادی اکبرزاده (به انگلیسی: Hadi Akbarzadeh) (متولد ۲۶ ژوئن ۱۹۵۱ در نیشابور) استاد تمام فیزیک در شاخه ماده چگال محاسباتی است. وی از سال ۱۳۷۶ به عنوان استاد تمام در دانشگاه صنعتی اصفهان مشغول به تدریس بوده و راهنمایی پژوهش‌های مختلف در مقاطع گوناگون در فیزیک محاسباتی بوده‌است.

## گروه محاسبات کوانتومی مواد دانشکده فیزیک دانشگاه صنعتی اصفهان
از زمان شروع به کار گروه محاسبات کوانتومی مواد دانشکده فیزیک دانشگاه صنعتی اصفهان تا کنون، وی به عنوان مدیر و استاد ارشد این گروه فعالیت‌های آن را راهنمایی می‌نماید. این گروه دارای ارتباطات بین‌الملی با مراکز پیشرو در زمینه فیزیک محاسباتی من جمله پژوهشکده فیتز هابر در انجمن ماکس پلانک در آلمان، گروه توسعه دهنده بسته محاسباتی کوانتوم اسپرسو در ایتالیا و … می‌باشد.
همچنین وی از سال ۱۹۹۷ میلادی تا کنون عنوان محقق ارشد مرکز بین‌المللی فیزیک نظری عبدالسلام در ایران را دارد.

## سمت‌ها و مسؤلیت‌ها
درتاریخ ۲ خرداد ۱۳۹۰ وی از طرف علی خامنه‌ای رهبر جمهوری اسلامی ایران به عنوان عضو شورای عالی مرکز الگوی اسلامی ـ ایرانی پیشرفت منصوب شد. همچنین وی از اعضای نشست‌های اندیشه‌های راهبردی در ایران است. همچنین دبیر چهارمین کنفرانس الگوی اسلامی ایرانی پیشرفت نیز می‌باشد. بنا به گفته او «مأموریت مرکز الگوی اسلامی ایرانی پیشرفت نظریه‌پردازی و گفتمان سازی برای پیشرفت ایران است.»
در بازه سالهای ۱۳۸۷ تا ۱۳۹۰ وی ریاست انجمن فیزیک ایران را بر عهده داشته‌است.

## جوائز و دست‌آوردها
در چهارمین دوره اعطای جایزه ملی علامه طباطبایی که از طرف بنیاد ملی نخبگان اعطا می‌شود، وی به دریافت این جایزه از دست اسحاق جهانگیری معاون رئیس جمهور وقت نائل آمد.